# Hisako Arakaki
Pour les articles homonymes, voir Arakaki.
Hisako Arakaki (新垣寿子, Arakaki Hisako), née le 8 août 1977  dans l'île d'Okinawa au Japon, est une chanteuse et idole japonaise. 

## Biographie
Elle débute en 1992 en tant que membre du groupe de J-pop Super Monkey's, aux côtés de la future star Namie Amuro, d'Anna Makino, et de deux futures membres du groupe MAX, Nana et Mina. Elle sort quatre singles avec le groupe sous les noms successifs Super Monkey's, Super Monkey's 4, puis Namie Amuro with Super Monkey's, sans grand succès. Après un dernier échec, elle quitte le groupe fin 1994, où elle est remplacée par les deux autres futures membres de MAX, Reina et Lina. Le single suivant du groupe sans elle est un franc succès, qui lance la carrière de ses membres. Hisako Arakaki quant à elle retourne à Okinawa où elle devient professeur de danse aux côtés d'Anna Makino à l'école d'artiste Okinawa Actors School, où elle avait débuté avec les Super Monkey's. Elle y devient le leader du propre groupe de danse de l'école, B.B. Waves, avec lequel se formèrent de nombreuses futures stars comme les SPEED (dont Hitoe Arakaki, avec qui elle n'est pas liée), Rina Chinen, Da Pump, D&D, Yu Yamada... 
En 2006, elle participe à une reformation ponctuelle des Super Monkey's d'origine lors d'un concert de Namie Amuro.  

## Discographie

### Singles
Super Monkey's
- 16/09/92 : Koi no Cute Beat / Mister U.S.A.

Super Monkey's 4
- 26/05/93 : Dancing Junk
- 05/11/93 : Aishite Muscat

Namie Amuro with Super Monkey's
- 20/07/94 : Paradise Train